# Історія науки і техніки
Історія науки і техніки — це область історії, яка вивчає, як розуміння природного світу (науки) та здатність взаємодії з ним (технологія) змінювалися протягом століть. Ця навчальна дисципліна також вивчає культурні, економічні та політичні наслідки наукових інновацій.
Історіографію науки спочатку писали вчені, починаючи передусім від Вільяма Уоруелла, як спосіб донести наукові чесноти до людей. На початку 1930-х років, після відомої праці, виданої радянським істориком Борисом Гессеном, яка була зосереджена на вивченні шляхів сполучення наукової практики з потребами та мотиваціями їх контексту. Після Другої світової війни багато ресурсів було спрямовано на викладання та вивчення дисципліни, в надії, що це допоможе громадськості краще зрозуміти науку та технологію, оскільки вони відіграють надзвичайно визначну роль у світі. У 1960-х роках, особливо під впливом роботи Томаса Куна, дисципліна стала виконувати зовсім іншу функцію, і стала використовуватись як спосіб критичного вивчення наукового підприємства.